# Жубіль-Книш Галина Миколаївна
Гали́на Микола́ївна Жу́біль-Книш (31 серпня 1955, Дрогобич) — українська письменниця і мисткиня, член Літературного клубу «Pro Patria!» та співтворець літературного об'єднання «Тріада часу».

## Біографія
Народилась у сім'ї інженера Миколи Книша та вчительки математики — Ольги Книш. З 1962 до 1972 року навчалась у Дрогобицькій середній школі № 2. У 1972 — 1976 роках студіювала на філологічному факультеті Дрогобицького педагогічного інституту імені Івана Франка.
З 1976 по 1985 Галина Жубіль-Книш викладала мову та літературу у Дрогобицькій середній школі № 2. У 1985 — 1988 вона працює у Групі радянських військ у Німеччині (Потсдам) на посаді організатора передплати преси. З 1988-го по сьогодні — на посаді вчителя-словесника у Дрогобицькій загальноосвітній школі № 10.
Проживає у Дрогобичі. Одружилася 1975 року з Іваном Жубілем, діти — Юрій і Роксолана Жубіль.

## Творчість
Галина Жубіль-Книш пише вірші, казки, працює в жанрі вишивання. Взяла участь у таких конкурсах:
- 2009 — ХІІІ конкурс імені Мирона Утриска (книжка «Для вкраїнських діточок ціла низка казочок…» та тексти до пісень).
- 2010 — XIV конкурс імені Мирона Утриска (книжки: «Сучасне весілля по-українськи», цикл поезій «Білим по-білому», казка «Великодній дарунок» та мініатюри «Розсипане намисто»).
- 2011 — XV конкурс імені Мирона Утриска (книжка-метелик «Вишивання моє — поклик предків, а поезія — поклик душі»).
- 2012 — конкурс «Коронація слова» (тематична збірка віршів «Для маленької дитини упродовж всієї днини»).
- 2013 — XVII конкурс імені Мирона Утриска (методична розробка «Узагальнювальні асоціативні схеми на уроках української мови»).
- 2013 — літературний конкурс «100 творів, які варто прочитати цього літа» (вірш «А соняшник — не людина…»).
- 2013 — літературний конкурс імені Леся Мартовича у Жовкві (поезія).
- 2014 — ІІІ літературний конкурс «Pro Patria!». Крім того, Галина Жубіль-Книш була однією з організаторів фінальної частини цього конкурсу та його промоції[1].

## Твори
- Книжка «Сучасне весілля», 2005, видавництво «Коло», Дрогобич
- Збірка казок «Для вкраїнських діточок ціла низка казочок про веселий дитсадок, де живе Домовичок», 2007, ПП «Посвіт», Дрогобич
- Книжка «Сучасне весілля по-українськи» (у співавторстві з Роксоланою Жубіль), 2008, ПП «Посвіт», Дрогобич[2][3]
- Книжка-метелик «Вишивання моє — поклик предків, а поезія — поклик душі», 2011, ПП «Швидкодрук», Дрогобич.
- «Подарунок на Миколая». — Дрогобич: Посвіт, 2014. С. 20-27
- «Світ, наповнений Жінкою». — Дрогобич: Посвіт, 2014. С. 72
- «Візія Жінки» — Дрогобич: Посвіт, 2016. С. 108
- «Тріада часу». Випуск І. — Дрогобич: Посвіт, 2019. С. 4-67
- «Тріада часу». Випуск ІІ. — Дрогобич: Посвіт, 2019. С. 107—128
- «Тріада часу». Випуск ІІІ. — Дрогобич: Посвіт, 2020. С. 62-67

## Виставки
- Виставка вишитих мініатюр-оповідей на тему «Український календар» (Дрогобицький палац мистецтв, квітень — липень 2011).
- Виставка «Вишивання моє — поклик предків, а поезія — поклик душі» (Дрогобицький палац мистецтв, березень 2013)

## Нагороди та відзнаки
- 2009 — переможниця ХІІІ конкурсу імені Мирона Утриска (диплом І ступеня)
- 2010 — переможниця XIV конкурсу імені Мирона Утриска (диплом ІІ ступеня)
- 2011 — грамота на XV конкурсі імені Мирона Утриска
- 2014 — грамота на ІІІ літературному конкурсі «Pro Patria!»
- 2014 — переможниця Всеукраїнського літературного конкурсу імені Леся Мартовича

## Галерея вишивок «Пори року»
ОСІНЬ. Основу вишивок становить помаранчева барва, що асоціюється з радістю, плодючістю, щедрістю, благістю теплого сонця. На всіх мініатюрах зображено хрест — найдавніший і найпотужніший оберіг із невичерпним символізмом. Хрест символізує чоловіче і жіноче начала, взаємодію духовного і матеріального. Світове дерево — це óбраз людини, Сонця. Хрест у колі — символ землі-годувальниці. На писанках-місяцях використано орнамент із обрядової чаші (Черняхівська культура), який позначає ті чи інші сезонні роботи.
ЗИМА. Переважають блакитні тони, які асоціюються зі стабільністю, умиротворенням, чистотою й первозданністю. На всіх мініатюрах зображено коло та овал — символи цілісності, досконалості, божественної чистоти небесного світу. Прямокутники і квадрати також відповідають числу «чотири» (чотири частини доби, чотири пори року, чотири сторони світу й чотири періоди життя людини: дитинство, юність, зрілість, старість).
ВЕСНА. Основу становить зелений колір, який символізує відродження, благодать, життєву силу. Прямокутник, що навколо дерева, і квадрат означають порядок та лад.
Літо. Переважає червона барва — прикмета активності, пристрасті, жаги, спеки, захисту від лихої сили. В основі мініатюр — вишня, боже дерево, назва якого, на думку деяких мовознавців, має спільне походження зі словами «Всевишній» і «вишивка». Колись вишні росли біля кожної української хати. З цим деревом пов'язано багато звичаїв та обрядів, його оспівують народні пісні й літературні твори. На писанках-місяцях вишито сучасні й давні назви місяців та знаків зодіаку.